# Lygephila fusca
Lygephila fusca är en fjärilsart som beskrevs av Kysela 1906. Lygephila fusca ingår i släktet Lygephila och familjen nattflyn. Inga underarter finns listade i Catalogue of Life.